# Ridgewood (New Jersey)
Ridgewood ist eine Stadt im Bergen County, New Jersey, USA. Das U.S. Census Bureau hat bei der Volkszählung 2020 eine Einwohnerzahl von 25.979 ermittelt.

## Geographie
Die geographischen Koordinaten der Stadt sind 40° 59' N, 74° 7' W.
Nach den Angaben des United States Census Bureaus hat die Stadt eine Gesamtfläche von 15,1 km2, wovon 15,0 km2 Land und 0,1 km2 (0,86 %) Wasser ist.

## Geschichte
Der National Park Service weist für Ridgewood 13 Bauwerke und Stätten im National Register of Historic Places (NRHP) aus (Stand 25. Dezember 2018), darunter das Westervelt-Cameron House.

## Demographie
Nach der Volkszählung von 2000 gibt es 24.936 Menschen, 8.603 Haushalte und 6.779 Familien in der Stadt. Die Bevölkerungsdichte beträgt 1.662,8 Einwohner pro km2. 87,82 % der Bevölkerung sind Weiße, 1,64 % Afroamerikaner, 0,04 % amerikanische Ureinwohner, 8,67 % Asiaten, 0,00 % pazifische Insulaner, 0,59 % anderer Herkunft und 1,23 % Mischlinge. 3,78 % sind Latinos unterschiedlicher Abstammung.
Von den 8.603 Haushalten haben 44,3 % Kinder unter 18 Jahre. 69,4 % davon sind verheiratete, zusammenlebende Paare, 7,2 % sind alleinerziehende Mütter, 21,2 % sind keine Familien, 18,5 % bestehen aus Singlehaushalten und in 8,8 % der Haushalte leben Menschen älter als 65 Jahre. Die Durchschnittshaushaltsgröße beträgt 2,87, die Durchschnittsfamiliengröße 3,30.
30,0 % der Bevölkerung sind unter 18 Jahre alt, 4,4 % zwischen 18 und 24, 27,5 % zwischen 25 und 44, 25,9 % zwischen 45 und 64, 12,2 % älter als 65. Das Durchschnittsalter beträgt 39 Jahre. Das Verhältnis Frauen zu Männer beträgt 100:92,8, für Menschen älter als 18 Jahre beträgt das Verhältnis 100:88,5.
Das jährliche Durchschnittseinkommen der Haushalte beträgt 104.286 USD, das Durchschnittseinkommen der Familien 121.848 USD. Männer haben ein Durchschnittseinkommen von 90.422 USD, Frauen 50.248 USD. Das Prokopfeinkommen der Stadt beträgt 51.658 USD. 3,0 % der Bevölkerung und 1,8 % der Familien leben unterhalb der Armutsgrenze, davon sind 2,5 % Kinder oder Jugendliche jünger als 18 Jahre und 4,3 % der Menschen sind älter als 65.

## Einwohnerentwicklung
| Jahr | Einwohner¹ |
| ---- | ---------- |
| 1980 | 25.208     |
| 1990 | 24.152     |
| 2000 | 24.936     |
| 2010 | 24.958     |
| 2020 | 25.979     |

¹ 1980–2020: Volkszählungsergebnisse

## Söhne und Töchter der Stadt
- Elizabeth Hawes (1903–1971), Modedesignerin, Autorin und Aktivistin
- Thomas McGuire (1920–1945), Jagdflieger
- Charles L. Drake (1924–1997), Geophysiker und Geologe
- Robert Bakker (* 1945), Paläontologe und Maler auf dem Gebiet der Dinosaurier
- Joseph Demuth (* 1946), Physiker
- Peter Carlisle (* 1952), Jurist und Politiker
- Carolyn Christov-Bakargiev (* 1957), US-amerikanisch-italienische Kunsthistorikerin und Kuratorin bulgarischer Abstammung
- Jennifer Morgan (* 1966), Umweltaktivistin
- Eric S. Rosengren (* 1957), Wirtschaftswissenschaftler und Banker
- Anne Donovan (1961–2018), Basketballspielerin und -trainerin
- Jeffrey Nordling (* 1962), Schauspieler
- Mike Ferguson (* 1970), Politiker
- Alyssa Monks (* 1977), Malerin
- Paul Mara (* 1979), Eishockeyspieler
- Michael Zegen (* 1979), Schauspieler
- Nikki Phillips (* 1987), polnisch-US-amerikanische Fußballspielerin
- Jason Heyward (* 1989), Baseballspieler
- Cosmo Jarvis (* 1989), britischer Schauspieler, Filmemacher und Singer-Songwriter
- Scottie Scheffler (* 1996), Profigolfer